# 애슐리 윌리엄스 (배우)
애슐리 윌리엄스(Ashley Williams, 1978년 11월 12일 ~ )는 미국의 배우이다.

## 출연 작품
- 밋츠 (2019)
- 크리미널 게임: 보석 사기단 (2018)
- 배드 허트 (2015)
- 러브식 (2014, Lovesick)
- 모스트 바이어런트 (2014)
- 센스 앤 센서빌리티 (2011)
- 마진 콜: 24시간, 조작된 진실 (2011)
- 러브 앤 프렌즈 (2011)
- 프론트 (2010)
- 리스크 (2010)
- 리타이어드 앳 35 (2010)
- 세이빙 그레이스 (2007)
- 내가 그녀를 만났을 때 1 (2005)
- 허프 (2004)
- 애즈 더 월드 턴즈 (1956)